# Tour de Flandes 2009
El Tour de Flandes 2009 és la 93a edició del Tour de Flandes. Es disputà el 5 d'abril del 2009 entre Bruges i Meerbeke, amb una llargada de 259,7 km. El recorregut incloïa disset cotes, entre les quals els cèlebres Oude Kwaremont, Koppenberg i Muur-Kapelmuur.
Els principals favorits per a obtenir la victòria final eren Filippo Pozzato (recent vencedor de l'E3 Prijs Vlaanderen i una etapa dels Tres dies de La Panne), Tom Boonen (vencedor del 2005 i 2006), Stijn Devolder (vencedor del 2008), Nick Nuyens (segon el 2008) i Heinrich Haussler (segon a la Milà-Sanremo, quart a la Dwars door Vlaanderen, i altres bons resultats en aquest 2009).
Finalment el vencedor final fou el belga Stijn Devolder, que s'imposà en solitari amb 59" de diferència respecte a l'alemany Heinrich Haussler i el també belga, Philippe Gilbert, que encapçalaven el gran grup. Devolder s'imposà després d'escapar-se dels seus companys d'escapada, Manuel Quinziato, Sylvain Chavanel i Preben van Hecke, durant l'ascens a la penúltima de les dificultats, el Muur-Kapelmuur.
Durant la disptua de la cursa Chente García Acosta patí una caiguda que li provocà una fractura del radi del braç esquerre.

## Classificació general
|    | Ciclista          | Equip                   | Temps      | UCI ProTour punts |
| -- | ----------------- | ----------------------- | ---------- | ----------------- |
| 1  | Stijn Devolder    | Quick·Step - Innergetic | 6h 01' 04" |                   |
| 2  | Heinrich Haussler | Cervélo TestTeam        | + 59"      |                   |
| 3  | Philippe Gilbert  | Silence-Lotto           | m. t.      |                   |
| 4  | Martijn Maaskant  | Garmin-Slipstream       | m. t.      |                   |
| 5  | Filippo Pozzato   | Team Katyusha           | m. t.      |                   |
| 6  | Matti Breschel    | Team Saxo Bank          | m. t.      |                   |
| 7  | Marcus Burghardt  | Team Columbia-High Road | m. t.      |                   |
| 8  | Björn Leukemans   | Vacansoleil             | m. t.      |                   |
| 9  | Martin Elmiger    | Ag2r-La Mondiale        | m. t.      |                   |
| 10 | Bert de Waele     | Landbouwkrediet         | m. t.      |                   |